# Pioneer Corporation
La Pioneer Corporation (パイオニア株式会社) è una società multinazionale giapponese specializzata in elettronica e prodotti di intrattenimento digitale con sede a Tokyo, in Giappone. La società fu fondata nel 1938 come laboratorio di riparazione per radio e sistemi di altoparlanti. Oggi Pioneer è riconosciuta come un leader tecnologico nell'industria dell'elettronica di consumo.

## Prodotti
Pioneer è conosciuta per il suo ruolo nell'innovazione specie per quanto riguarda la TV via cavo e i lettori Laserdisc e per aver sviluppato il primo lettore CD per automobile. Inoltre è stata un'azienda affermata anche nel mondo dei lettori e registratori Blu-ray e DVD, e degli schermi al plasma. 
Pioneer è anche famosa per la produzione in larga scala di prodotti professionali per disc jockey: quali CDJ,  mixer, BeatEffect integrati (DJM),Remix Stations, cuffie, diffusori attivi.

## Storia
- 1937 - Viene fondata a Tokyo la Fukuin Shokai Denki Seisakusho.
- 1962 - La Pioneer produce il primo amplificatore stereo a componenti separati.
- 1970 - L'azienda apre filiali in Europa e in America.
- 1980 - Pioneer è la prima, a livello globale, a lanciare sul mercato un lettore Laserdisc da casa.
- 1990 - Lancia sul mercato il CDJ 500, il primo CDJ della storia, sostituendo il vinile.
- 1990 - Lancia sul mercato uno degli amplificatori hi-fi consumer di maggior successo, il modello A-400.
- 1997 - Introduce il primo DVD Car Navigation System.
- 1998 - Commercializza il primo masterizzatore DVD-R.
- 2001 - Nasce lo slogan Sound.Vision.Soul..
- 2002 - Introduce il GPS con un modulo di comunicazione wireless.
- 2008 - Annuncia un disco Blu-ray da 400GB con 16 strati.
- 2009 - Annuncia l'abbandono della produzione di supporti Laser Disc.
- 2010 - Abbandona la produzione di TV.
- 2012 - Produce il primo CDJ 2000, con connessione Wi-Fi, compatibile con dispositivi mobili IOS e Android, il primo con schermo a LED a colori in HD da 6.1 pollici.
- 2015 - La divisione Home Entertainment viene venduta a Onkyo.
- 2015 - L'85% della divisione DJ (PDJ Holdings Co., Ltd.) viene venduto a KKR[3].
- 2020 - Pioneer realizza l'edizione limitata del DDJ-1000 in collaborazione con Off-White.[4]
- 2025 - Pioneer annuncia l’uscita dal mercato dei drive ottici dopo 45 anni.